# Russische Fußballnationalmannschaft/Weltmeisterschaften
Der Artikel beinhaltet eine ausführliche Darstellung der russischen Fußballnationalmannschaft bei Weltmeisterschaften. Die russische Mannschaft wird von der FIFA als Nachfolgerin der Fußballnationalmannschaft der UdSSR gesehen und deren Erfolge werden Russland zugerechnet. In der ewigen Rangliste wird Russland daher auf 12. Platz geführt. Russland nahm bisher viermal an der Endrunde zur Weltmeisterschaft teil, während es die Mannschaft der UdSSR auf sieben Teilnahmen brachte. 2018 richtete Russland die Endrunde aus, war damit automatisch qualifiziert und erreichte das Viertelfinale.

## Überblick

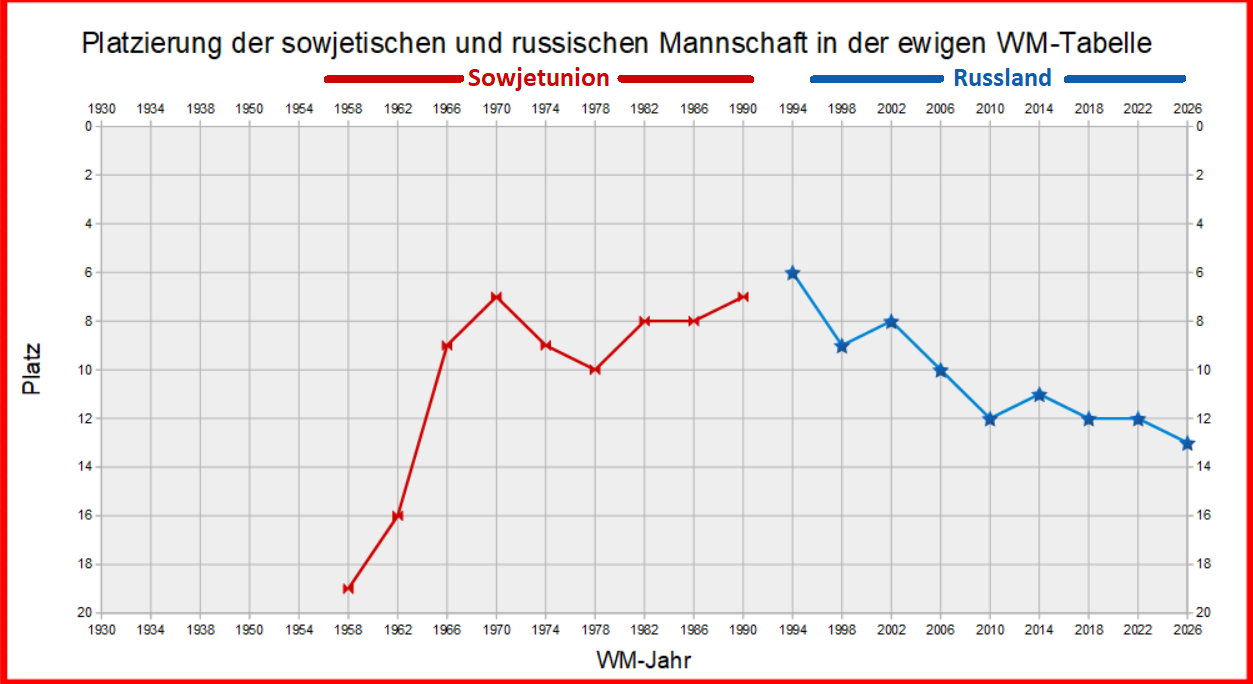
Platzierung der Mannschaft der UdSSR und der russischen Mannschaft in der ewigen WM-Tabelle

Russland war von 1922 bis 1991 Teil der Sowjetunion, russische Spieler stellten neben den ukrainischen Spielern das Hauptkontingent der sowjetischen Nationalmannschaft, z. B. Lew Jaschin, der mit der UdSSR 1958, 1962, 1966 und 1970 an der WM teilnahm und dabei immer die Vorrunde überstand. Beste Platzierung war der vierte Platz 1966.
Die russische Mannschaft konnte an die Erfolge nicht anknüpfen und schied vor 2018 immer in der Vorrunde aus. 2018 konnte der Heimvorteil und die damit verbundene Positionierung als Gruppenkopf genutzt und erstmals die Gruppenphase überstanden werden.
| Jahr | Gastgeberland  | Teilnahme bis …    | Letzte(r) Gegner             | Ergebnis | Trainer                   | Bemerkungen und Besonderheiten |
| ---- | -------------- | ------------------ | ---------------------------- | -------- | ------------------------- | --- |
| 1994 | USA            | Vorrunde           | Brasilien, Schweden, Kamerun | 18.      | Pawel Sadyrin             | Oleg Salenko gelingen als erstem und bis jetzt einzigem Spieler der WM-Geschichte fünf Tore in einem Spiel. Mit 6 Toren wird er zusammen mit Christo Stoitschkow Torschützenkönig. Er ist bis heute der einzige Torschützenkönig einer Mannschaft, die in der Vorrunde ausgeschieden ist. |
| 1998 | Frankreich     | nicht qualifiziert |                              |          |                           | In den Play-offs der Qualifikation an Italien gescheitert, nachdem in der Gruppenphase hinter Bulgarien der 2. Platz belegt wurde |
| 2002 | Südkorea/Japan | Vorrunde           | Tunesien, Japan, Belgien     | 22.      | Oleg Romanzew             | |
| 2006 | Deutschland    | nicht qualifiziert |                              |          |                           | In der Qualifikation an Portugal und der Slowakei gescheitert, die in den Play-offs ebenfalls scheiterte |
| 2010 | Südafrika      | nicht qualifiziert |                              |          |                           | In den Play-offs der Qualifikation an Slowenien gescheitert, nachdem in der Gruppenphase hinter Deutschland der 2. Platz belegt wurde |
| 2014 | Brasilien      | Vorrunde           | Südkorea, Belgien, Algerien  | 24.      | Fabio Capello             | |
| 2018 | Russland       | Viertelfinale      | Kroatien                     | 8.       | Stanislaw Tschertschessow | Gastgeber der 1. WM in Osteuropa |
| 2022 | Katar          | suspendiert        |                              |          |                           | Für das Halbfinale der Play-offs der Ausscheidungsspiele qualifiziert (Gegner Polen), aufgrund des Überfalls auf die Ukraine am 24. Februar 2022 zuvor aber vom Wettbewerb ausgeschlossen                                                                                                 |

## WM-Turniere

### 1994 in den Vereinigten Staaten
In der Qualifikation für die WM in den USA, die am 8. Dezember 1991 ausgelost wurde, sollte die UdSSR in einer Sechsergruppe gegen Griechenland, Island, Ungarn, Luxemburg und Jugoslawien antreten. Nach dem Zerfall der Sowjetunion übernahm die russische Mannschaft den Platz der UdSSR. Da Jugoslawien aufgrund der UN-Sanktionen suspendiert wurde, entfielen die Spiele gegen Jugoslawien. Am 14. Oktober 1992 trafen die Russen in ihrem ersten WM-Qualifikationsspiel auf Island und gewannen mit 1:0. Auch die beiden folgenden Spiele gegen Luxemburg und das Spiel gegen Ungarn wurden ohne Gegentor gewonnen. Danach folgten zwei Remis und ein Sieg mit Gegentor in Ungarn, so dass Griechenland und Russland vor dem letzten Spiel gegeneinander punktgleich waren, die Russen aber die bessere Tordifferenz hatten. Da beide schon vier Punkte Vorsprung auf den Dritten Island hatten, ging es nur noch um den Gruppensieg, denn beide hatten sich schon erstmals für die WM qualifiziert. In Griechenland verloren die Russen dann mit 0:1 und wurden Gruppenzweiter.
In den USA trafen die Russen im ersten Spiel auf den späteren Weltmeister Brasilien und verloren mit 0:2. Nach einem 1:3 im zweiten Spiel gegen Schweden, wobei Oleg Salenko in der vierten Minute durch einen verwandelten Foulelfmeter das erste WM-Tor für Russland erzielte, waren die Russen schon ausgeschieden. Im letzten damit bedeutungslosen Spiel gewannen sie mit 6:1 gegen Kamerun. Dabei erzielte Salenko als erster und bis jetzt einziger Spieler der WM-Geschichte fünf Tore in einem Spiel. Zusammen mit dem Bulgaren Christo Stoitschkow, der ebenfalls sechs Tore, aber in sieben Spielen erzielte, wurde er Torschützenkönig als erster Spieler, der in der Vorrunde ausschied.

### 1998 in Frankreich
Vier Jahre später konnten sich die Russen nicht für die zweite WM in Frankreich qualifizieren. Zwar belegten sie wieder Platz 2, diesmal hinter Bulgarien, dieser berechtigte aber nicht zur direkten Qualifikation, da die Russen in der Gruppe mit den weiteren Gegnern Israel, Zypern und Luxemburg nur viertbester Gruppenzweiter wurden. Entscheidend für den zweiten Platz war ein 1:1 in Zypern, wodurch sie am Ende einen Punkt weniger als die Bulgaren hatten. In den Playoffspielen der zweit- bis neuntbesten Gruppenzweiten trafen sie auf Vizeweltmeister Italien. Nach einem 1:1 im Heimspiel verloren sie in Italien mit 0:1 und verpassten damit die Endrunde.

### 2002 in Japan und Südkorea
In der Qualifikation für die erste WM in Asien mussten die Russen gegen Slowenien, die Bundesrepublik Jugoslawien, die Schweiz, die Färöer und erneut Luxemburg antreten. Mit sieben Siegen, zwei Remis und nur einer Niederlage gegen Slowenien setzten sich die Russen als Gruppensieger durch und waren direkt für die Endrunde qualifiziert. Den Slowenen gelang es sich, gegen Rumänien in den Playoffspielen der Gruppenzweiten durchzusetzen und sich erstmals für die Endrunde zu qualifizieren.
In Asien trafen die Russen im ersten Gruppenspiel auf Tunesien und gewannen mit 2:0. Gegen Gastgeber Japan verloren sie dann mit 0:1, lagen damit aber vor dem letzten Spieltag noch auf Platz 2 vor Belgien und wären mit einem Remis Gruppenzweiter. Da sie aber mit 2:3 verloren, schieden sie wie acht Jahre zuvor in der Vorrunde aus.

### 2006 in Deutschland
Für die WM 2006 in Deutschland konnten sich die Russen dann wieder nicht qualifizieren. In einer Siebenergruppe mit Portugal, der Slowakei, Estland, Lettland, Liechtenstein und wieder Luxemburg belegten sie punktgleich mit der Slowakei, aber der schlechteren Tordifferenz nur den dritten Platz. Die Russen verloren dabei zwar nur ein Spiel, aber dieses in Portugal mit 1:7. Aber bei fünf Unentschieden ließen sie zu viele Punkte liegen.

### 2010 in Südafrika
Auch für die erste WM in Afrika konnten sich die Russen nicht qualifizieren. Diesmal landeten sie auf Platz 2 hinter Vizeeuropameister Deutschland, gegen den sie beide Spiele verloren. Finnland, Wales, Aserbaidschan und Liechtenstein hatten mit der Entscheidung um den Gruppensieg nichts zu tun. Die Russen waren zwar bester Gruppenzweiter, dieser musste aber auch in die Playoffs der Gruppenzweiten. Zugelost wurde ihnen Slowenien und nach einem 2:1 im Heimspiel verloren sie mit 0:1 in Slowenien, wodurch sie aufgrund der Auswärtstorregel ausgeschieden waren.

### 2014 in Brasilien
In der Qualifikation zur zweiten WM in Brasilien konnten sich die Russen dann ohne den Umweg über die Play-offs qualifizieren. In der Gruppenphase waren Portugal, Israel, wieder Aserbaidschan, Nordirland und erneut Luxemburg die Gegner. Gesichert wurde die Qualifikation aber erst am letzten Spieltag durch ein 1:1 in Aserbaidschan. Der Gruppenzweite Portugal, der nur einen Punkt weniger hatte, musste in die Playoffs und setzte sich dort gegen Schweden durch.
In Brasilien trafen die Russen im ersten Spiel auf Südkorea und kamen nicht über ein 1:1 hinaus. Im zweiten Spiel war Belgien der Gegner und bis zur 88. Minute blieb das Spiel torlos, dann gelang den Belgiern noch der 1:0-Siegtreffer. Mit einem Sieg im letzten Spiel gegen Algerien bei gleichzeitigem Remis oder Niederlage der Südkoreaner gegen die bereits für das Achtelfinale qualifizierten Belgier, hätte sich Russland aber noch für die K.-o.-Runde qualifizieren können. Russland ging auch bereits in der sechsten Minute durch Alexander Kokorin mit 1:0 in Führung und obwohl die Belgier in der zweiten Halbzeit aufgrund einer Roten Karte mit einem Spieler weniger spielten, hielten sie zunächst das 0:0 und konnten sogar in der 78. Minute das 1:0-Siegtor erzielen. Zu diesem Zeitpunkt hatten die Algierer aber schon ausgeglichen und den Russen gelang es nicht mehr, ein weiteres Tor zu erzielen. Damit war Algerien als Gruppenzweiter für das Achtelfinale qualifiziert, wo sie dem späteren Weltmeister Deutschland das Leben schwer machten. Russland hatte aber als Dritter erneut die K.-o.-Runde verpasst und muss nun auf ein besseres Ergebnis bei der Heim-WM 2018 hoffen.

### 2018 in Russland
Für die 2018 WM war Russland als Gastgeber automatisch qualifiziert und erreichte das Viertelfinale, in dem die Mannschaft im Elfmeterschießen an Kroatien scheiterte. Dabei hatte die Mannschaft keine gute Vorbereitung. Beim FIFA-Konföderationen-Pokal 2017, den Russland als WM-Gastgeber ebenfalls ausrichten musste, wurde nur das Eröffnungsspiel gegen Ozeanienmeister Neuseeland gewonnen. Nach Niederlagen gegen Europameister Portugal und CONCACAF-Meister Mexiko schieden die Russen nach der Gruppenphase aus. Das erste Freundschaftsspiel danach gegen Südkorea wurde im Oktober 2017 zwar mit 4:2 gewonnen, danach folgten aber drei Remis und vier Niederlagen bis zum WM-Start. Damit waren die Russen der in der FIFA-Weltrangliste vor WM-Beginn am schlechtesten platzierte Teilnehmer. Das Eröffnungsspiel gegen Saudi-Arabien, der in der FIFA-Weltrangliste zweitschlechteste WM-Teilnehmer, gewannen sie dann aber mit 5:0. Durch ein 3:1 gegen Ägypten im zweiten Spiel waren sie bereits für das Achtelfinale qualifiziert. Das Endspiel um den Gruppensieg verloren sie dann aber mit 0:3 gegen Uruguay. Im Achtelfinale trafen sie auf Ex-Weltmeister Spanien und gerieten bereits in der 11. Minute durch ein Eigentor von Rekordnationalspieler Ignaschewitsch in Rückstand, konnten diesen aber in der 41. Minute durch einen verwandelten Handelfmeter ausgleichen. Da beiden Mannschaften danach kein weiteres Tor gelang und auch die Verlängerung keine Entscheidung brachte, kam es zum Elfmeterschießen, in dem der russische Torhüter Igor Akinfejew zweimal erfolgreich war, während dies seinem spanischen Gegenüber versagt blieb. Im Viertelfinale gegen Kroatien konnten die Russen in der 31. Minute durch das vierte Turniertor von Denis Tscheryschew in Führung gehen, mussten aber acht Minuten später den Ausgleich hinnehmen. Dabei blieb es bis zur 90. Minute. In der nun wieder notwendigen Verlängerung gingen die Kroaten in Führung, fünf Minuten vor Ende der Verlängerung gelang dem aus Brasilien eingebürgerten Mário Fernandes aber der Ausgleichstreffer, so dass es erneut zum Elfmeterschießen kam. Zwar konnte Akinfejew wieder einen Elfmeter halten, seinem Kontrahenten gelang dies aber auch und da zudem Fernandes am Tor vorbeischoss, während alle anderen Schützen erfolgreich waren, schieden die Russen aus. Kroatien erreichte dann auch das Finale, wieder nach Verlängerung, verlor dieses aber gegen Frankreich.

### WM 2022 in Katar
Am 9. Dezember 2019 gab die Welt-Anti-Doping-Agentur (WADA) bekannt, dass Russland wegen manipulierten Daten aus dem Moskauer Labor für die nächsten vier Jahre von allen sportlichen Großereignissen ausgeschlossen wird. Die russische Nationalmannschaft nahm jedoch zunächst an der Qualifikation teil, da das Verbot nur für die Endrunde gilt. Hätt sich Russland qualifizieren können, hätten russische Fußballer möglicherweise als neutrales Team, das heißt unter Verzicht auf russische Flagge und Hymne an der Endrunde teilnehmen können.
Gegner in der Qualifikation waren Kroatien, die Slowakei, Slowenien, Zypern und Malta. Die Russen führten vor dem letzten Gruppenspiel gegen Kroatien die Tabelle mit sieben Siegen, einem Remis (gegen Kroatien) und einer Niederlage (in der Slowakei) an und hätten sich mit einem Remis in Kroatien direkt qualifizieren können. Durch ein Eigentor in der 81. Minute verloren sie aber mit 0:1, so dass die Kroaten noch vorbeiziehen konnten. Als Gruppenzweiter waren sie aber für die Play-offs um die drei letzten europäischen WM-Startplätze qualifiziert. In diesen sollten sie im März 2022 zunächst Heimrecht gegen Polen haben und bei einem Sieg ebenfalls Heimrecht gegen den Sieger des Spiels zwischen Schweden und Tschechien haben. Nach dem russischen Überfall auf die Ukraine im Februar 2022 entschieden sich Polen, Schweden und Tschechien, nicht gegen Russland antreten zu wollen. Die FIFA beschloss daraufhin „erste Sofortmaßnahmen“. Demnach hätten alle Heimspiele Russlands auf neutralem Boden ausgetragen werden müssen, der russische Fußballverband hätte nicht mehr unter dem Namen „Russland“ antreten dürfen, sondern hätte auf „russischer Fußballverband (RFU)“ ausweichen müssen und bei Spielen wäre weder die russische Flagge gezeigt noch die russische Hymne gespielt worden. Der Präsident des polnischen Fußballverbands, Cezary Kulesza, bezeichnete die FIFA-Sanktionen als „inakzeptabel“ und betonte, dass man kein Spiel gegen Russland bestreiten werde, ganz egal, wie die russische Mannschaft heißen würde. Am 28. Februar 2022 schlossen die FIFA und UEFA die russischen Nationalmannschaften und Vereine aus allen Wettbewerben aus. Am 8. März legte der russische Verband dagegen Beschwerde beim CAS ein. Am 18. März wurde die Beschwerde abgewiesen. Polen zog somit kampflos in das Finale gegen Schweden ein, das sich gegen Tschechien durchgesetzt hatte, und gewann dieses mit 2:0.

### 2026 in Kanada, Mexiko und USA
Aufgrund des weiter anhaltenden Angriffs auf die Ukraine ist die russische Mannschaft auch für die Qualifikation zur WM 2026 nicht zugelassen worden.

## Spieler

### Rangliste der russischen WM-Spieler mit den meisten Einsätzen
01. Lew Jaschin 13 bei 3 Turnieren
02. Rinat Dassajew, Walentin Iwanow, Albert Schesternjow und Waleri Woronin 9 bei 2 bzw. 3 (Dassajew) Turnieren
06. Igor Akinfejew, Sergei Ignaschewitsch und Alexander Samedow 8 bei 2 Turnieren
09. Igor Tschislenko 7 bei 2 Turnieren
10. Waleri Karpin, Juri Nikiforow, Sergei Rodionow 6 bei 2 Turnieren
13. Galimsjan Chussainow, Alan Dsagojew, Artjom Dsjuba, Mário Fernandes, Sergei Gorlukowitsch (3 Spiele für die UdSSR), Anatoli Iljin, Wladimir Kessarew, Konstantin Kryschewski, Boris Kusnezow, Ilja Kutepow, Igor Netto, Wiktor Onopko, Wladimir Ponomarjow, Roman Sobnin, Denis Tscheryschew, Juri Woinow und Wiktor Zarjow je 5 bei 1 bzw. 2 (Chussainow, Dsagojew, Gorlukowitsch, Netto, Onopko) Turnieren
Anmerkung: kursiv gesetzte Spieler spielten bei Weltmeisterschaften nur für die UdSSR.

### Rangliste der russischen WM-Spieler mit den meisten Toren
01. Oleg Salenko 6 Tore
02. Walentin Iwanow 5 Tore
03. Denis Tscheryschew, Igor Tschislenko je 4 Tore
05. Artjom Dsjuba 3 Tore
Anmerkung: kursiv gesetzte Spieler erzielten die WM-Tore nur für die UdSSR.

### WM-Kapitäne
- 1958: Igor Netto (3. Gruppenspiel)
- 1962: Igor Netto
- 1966, 1970: Albert Schesternjow, Lew Jaschin (Spiel um Platz 3 1966)
- 1990: Rinat Dassajew (1. Spiel)
- 1994: Dmitri Charin, Wiktor Onopko (3. Spiel[15])
- 2002: Wiktor Onopko
- 2014: Wassili Beresuzki
- 2018: Igor Akinfejew

Anmerkung: kursiv gesetzte Spieler waren in WM-Spielen Kapitän für die UdSSR.

### Bei Weltmeisterschaften gesperrte Spieler
- 1994: Sergei Gorlukowitsch erhielt im zweiten Gruppenspiel gegen Schweden die Rote Karte und war für das letzte Gruppenspiel gesperrt. Dmitri Chlestow und Juri Nikiforow erhielten im letzten Gruppenspiel die zweite Gelbe Karte. Da Russland ausschied, hatten diese keinen weiteren Effekt.
- 2002: Im letzten Gruppenspiel erhielten Dmitri Alenitschew und Andrei Solomatin die zweite Gelbe Karte. Da Russland ausschied, hatte diese keinen weiteren Effekt.
- 2018: Im letzten Gruppenspiel erhielt Igor Smolnikow die gelb-rote Karte und ist für das Achtelfinale gesperrt.

### Anteil der im Ausland spielenden Spieler im WM-Kader
Legionäre spielten bei den ersten beiden Teilnahmen eine große Rolle im Kader. 2014 war die russische Mannschaft dann die einzige ohne Legionäre im Kader, wurde aber erstmals von einem Ausländer trainiert.
| Jahr (Spiele) | Anzahl (Länder) | Spieler (Einsätze) |
| ------------- | --- | --- |
| 1994 (3)      | 12 (3 in Deutschland, 1 in England, 1 in Frankreich, 1 in Portugal, 6 in Spanien)                                      | Alexander Borodjuk (3), Sergei Gorlukowitsch (2), Stanislaw Tschertschessow (1); Dmitri Charin (2); Alexander Mostowoi (1), Sergei Juran (1); Dmitri Galjamin (1), Igor Kornejew (1), Dmitri Kusnezow (2), Dmitri Popow (1), Dmitri Ratschenko (3), Oleg Salenko (3) |
| 2002 (3)      | 10 (1 Frankreich, 1 in Italien, 1 in den Niederlanden, 1 in Österreich, 1 in Portugal, 4 in Spanien, 1 in der Ukraine) | Alexei Smertin (2); Ruslan Nigmatullin (3); Juri Nikiforow (3); Stanislaw Tschertschessow (0); Dmitri Alenitschew (2); Dmitri Chochlow (3), Waleri Karpin (3), Alexander Mostowoi (0), Wiktor Onopko (3), Alexander Filimonow (0)                                    |
| 2014 (3)      | 0 | |
| 2018 (5)      | 2 (1 in Belgien, 1 in Spanien)                                                                                         | Wladimir Gabulow (0), Denis Tscheryschew (5) |

## Spiele
Die Russen bestritten bisher 14 WM-Spiele. Davon wurden vier gewonnen, sechs verloren und vier endeten remis. Die letzten beiden mussten verlängert werden, weil ein Sieger gefunden werden musste. Beide wurden im Elfmeterschießen entschieden, wovon je eins gewonnen und verloren wurde.
Die Russen nahmen 2018 als Gastgeber am Eröffnungsspiel teil und spielten einmal gegen den Gastgeber: 2002 in der Vorrunde.
Die Russen verloren einmal (1994) gegen den späteren Weltmeister.
Die Russen spielten nie gegen den Titelverteidiger und trafen nie auf WM-Neulinge.
Häufigster Gegner ist Belgien, gegen das in zwei Spielen zweimal verloren wurde. Alle anderen Spiele sind einmalig.
| Alle WM-Spiele |               |                      |               |   |                      |                 |                                                       |
| Nr.            | Datum         | Ergebnis             | Gegner        |   | Austragungsort       | Anlass          | Bemerkungen                                           |
| 1              | 20. Juni 1994 | 0:2                  | Brasilien     | * | San Francisco (USA)  | Gruppenspiel \| |                                                       |
| 2              | 24. Juni 1994 | 1:3                  | Schweden      | * | Detroit (USA)        | Gruppenspiel    |                                                       |
| 3              | 28. Juni 1994 | 6:1                  | Kamerun       | * | San Francisco (USA)  | Gruppenspiel    |                                                       |
| 4              | 5. Juni 2002  | 2:0                  | Tunesien      | * | Kōbe (JPN)           | Gruppenspiel    |                                                       |
| 5              | 9. Juni 2002  | 0:1                  | Japan         | A | Yokohama (JPN)       | Gruppenspiel    |                                                       |
| 6              | 14. Juni 2002 | 2:3                  | Belgien       | * | Shizuoka (JPN)       | Gruppenspiel    |                                                       |
| 7              | 17. Juni 2014 | 1:1                  | Südkorea      | * | Cuiabá (BRA)         | Gruppenspiel    |                                                       |
| 8              | 22. Juni 2014 | 0:1                  | Belgien       | * | Rio de Janeiro (BRA) | Gruppenspiel    |                                                       |
| 9              | 26. Juni 2014 | 1:1                  | Algerien      | * | Curitiba (BRA)       | Gruppenspiel    | Erstes Spiel der russischen Mannschaft gegen Algerien |
| 10             | 14. Juni 2018 | 5:0                  | Saudi-Arabien | H | Moskau               | Eröffnungsspiel |                                                       |
| 11             | 19. Juni 2018 | 3:1                  | Ägypten       | H | Sankt Petersburg     | Gruppenspiel    | Erstes Spiel gegen Ägypten                            |
| 12             | 25. Juni 2018 | 0:3                  | Uruguay       | H | Samara               | Gruppenspiel    |                                                       |
| 13             | 1. Juli 2018  | 1:1 n. V., 4:3 i. E. | Spanien       | H | Moskau               | Achtelfinale    |                                                       |
| 14             | 7. Juli 2018  | 2:2 n. V., 3:4 i. E. | Kroatien      | H | Sotschi              | Viertelfinale   |                                                       |

### Höchste Siege und Niederlagen
Die russische Mannschaft erzielte ihre höchsten Siege gegen folgende Länder bei WM-Turnieren:
- Ägypten: Vorrunde 2018 – 3:1 (einziges Spiel gegen Ägypten)
- Kamerun: Vorrunde 1994 – 6:1 (einziger Sieg gegen Kamerun)
- Tunesien: Vorrunde 2002 – 2:0 (einziges Spiel gegen Tunesien)
- Saudi-Arabien: Vorrunde 2018 – 5:0 (erster Sieg gegen Saudi-Arabien)

Gegen folgende Länder kassierte die russische Mannschaft ihre höchsten Niederlagen bei WM-Turnieren:
- Japan: Vorrunde 2002 – 0:1 (einzige Niederlage gegen Japan)
- Uruguay: Vorrunde 2018 – 0:3 (erste Niederlage gegen Uruguay, höchste WM-Niederlage)

## Rekorde
- Die meisten Tore in einem Spiel: Oleg Salenko – 5 Tore im Spiel gegen Kamerun, Endstand: 6:1 (1994)
- Höchster Sieg bei einem Turnier: 1994 Russland – Kamerun 6:1 in der Vorrunde
- Oleg Salenko ist der bisher einzige Torschützenkönig, der nach der Vorrunde mit seiner Mannschaft ausschied.

## Besonderheiten
Alexander Jerochin ist der erste Spieler, der in einem WM-Spiel als vierter Einwechselspieler zum Einsatz kam: am 1. Juli 2018 wurde er in der 97. Minute des Achtelfinales gegen Spanien eingewechselt. Eine vierte Einwechslung war erstmals bei der WM 2018 in einer Verlängerung möglich.